# 普洛摩沙 (亞利桑那州)
普洛摩沙（英語：Plomosa）是位於美國亞利桑那州拉巴斯縣的一個非建制地區。該地的面積和人口皆未知。

## 地理
普洛摩沙的座標為33°38′03″N 114°07′05″W / 33.63417°N 114.11806°W，而該地的平均海拔高度為454米（即1489英尺）。